# La Cheppe
La Cheppe je francouzská obec v departementu Marne v regionu Grand Est. V roce 2015 zde žilo 328 obyvatel.

## Poloha obce
Sousední obce jsou: Bussy-le-Château, Courtisols, Cuperly, L’Épine, Saint-Étienne-au-Temple a Suippes.

## Vývoj počtu obyvatel
Počet obyvatel